# Talmud
El Talmud (hebreo: תַּלְמוּד [talmūd], «instrucción, enseñanza») es una obra que recoge principalmente las discusiones rabínicas sobre leyes judías, tradiciones, costumbres, narraciones y dichos, parábolas, historias y leyendas. Es un inmenso código civil y religioso, elaborado entre el siglo III y el V por eruditos hebreos de Babilonia y la Tierra de Israel.
Existen dos conocidas versiones del Talmud: el Talmud de Jerusalén (Talmud Yerushalmi), que se redactó en la provincia romana llamada por entonces Siria Palestina, y el Talmud de Babilonia (Talmud Bablí), del cual trata este artículo y que fue redactado en la región de Babilonia, en Mesopotamia. Ambas versiones fueron redactadas a lo largo de muchos siglos por generaciones de eruditos provenientes de muchas academias rabínicas establecidas desde la Antigüedad.

El valor numérico del nombre YeHOShuA (יהושע, Joshua), más cinco unidades para cada letra en el nombre, es igual a 396. Del mismo modo, la palabra MiShNaH (משנה, Ley Oral; literalmente, "repetición"), más unidad para toda la palabra, es igual a 396. Joshua, el estudiante principal de Moisés, significa el Libro de Deuteronomio, que a veces se llama Mishneh Torah, ya que repite muchas de las leyes de la Torá. El Libro de Deuteronomio continuamente exhorta a los judíos a fortalecerse en el servicio de Dios, no a aflojar sus devociones. Esta es la devoción de Joshua, el estudiante: inculcar en otros las enseñanzas de su maestro para motivarlos a servir a Dios
Najman de Breslav, Likutey Halakhot III

Para el judaísmo son importantes tanto la tradición oral como la tradición escrita. Conocidos como la Ley Escrita, la Torá y el Talmud, tienen su origen último en tradiciones orales. Habiendo sido compilados, redactados y escritos, conforman la tradición escrita del judaísmo, si bien varios conceptos expresados en el Talmud de un modo evidente provienen de hagadot y midrashim, es decir, relatos y narraciones propios de la tradición oral hebrea. El Talmud extiende, discute, cuestiona, explica y complementa al Tanaj, pero no puede, por definición, contradecir a la parte más importante o esencia de la misma, a la Torá.

## Composición

### Estructura interna del Talmud
El Talmud está dividido en dos partes, la Mishná y la Guemará. La Mishná a su vez está formada por 6 órdenes (sedarim) cada una de estas órdenes está a su vez formada por unos tratados talmúdicos llamados (masejtot).

### Órdenes del Talmud: (sedarim)
- Zeraim. Semillas; es todo lo relacionado con la agricultura, diezmos, bendiciones y donaciones.
- Moed.[5] Festividad; relacionado con las festividades judías.
- Nashim.[6] Mujeres; es lo relacionado con la vida matrimonial y divorcio.
- Nezikín.[7] Daños; es todo lo relacionado con la ley tanto civil como criminal.
- Kodashim.[8] Santidades; es lo relacionado con los cultos del Templo de Jerusalén.
- Tohorot.[9] Purezas; es lo relacionado con la pureza ritual.

### Talmud de Jerusalén
Existen dos versiones del Talmud: El de Jerusalén y el de Babilonia. El sistema de redacción del Talmud parte de en una serie de leyes basadas en la tradición oral de La Torá que fue redactada en un libro llamado Mishná a cuyos autores se les conoce como "Tanaim". Esta es idéntica tanto en el Talmud de Jerusalén como en el Talmud de Babilonia. La Guemará son las discusiones de sabios conocidos como "Amoraim" que explican la Mishná, y sus explicaciones fueron escritas en arameo. En estas explicaciones está la diferencia entre el Talmud de Jerusalén y el de Babilonia, más las dos llegan a la misma conclusión solo que por caminos distintos.

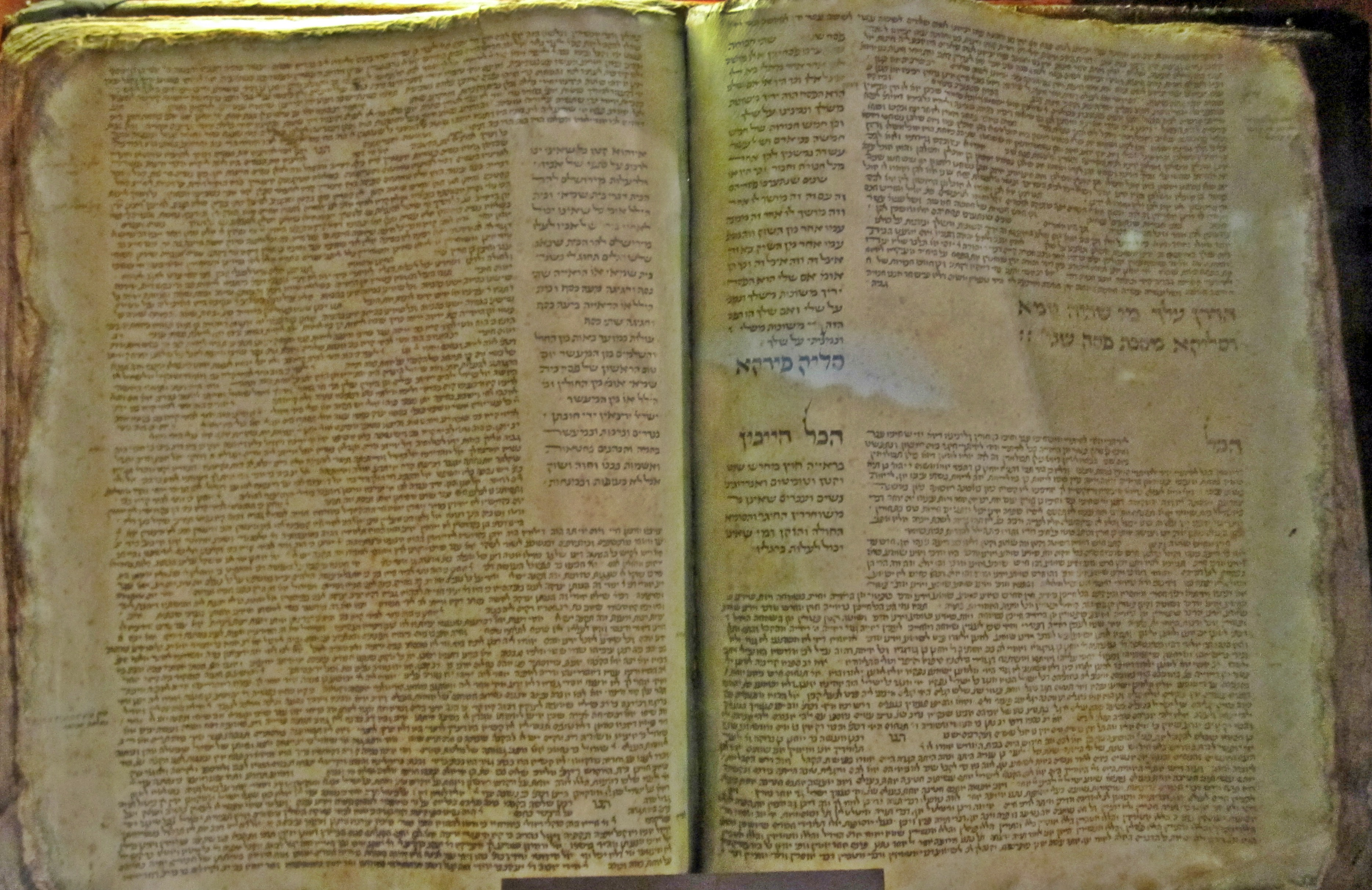
Talmud de Babilonia, edición de Solomon ben Samson, Francia, 1342. Beth Hatefutsoth, Tel Aviv.
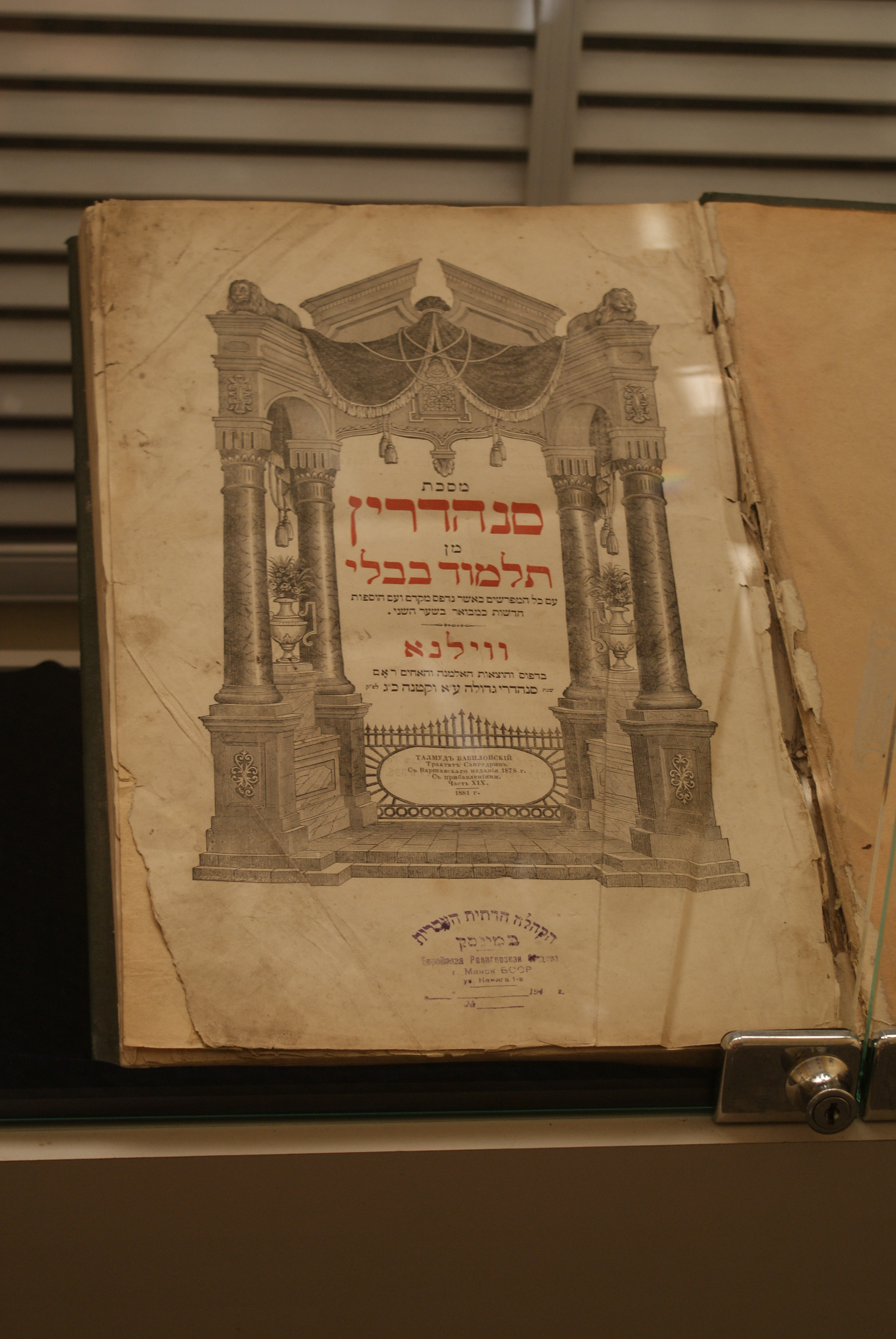
Portada del Talmud de Babilonia, edición de Vilna, 1881.
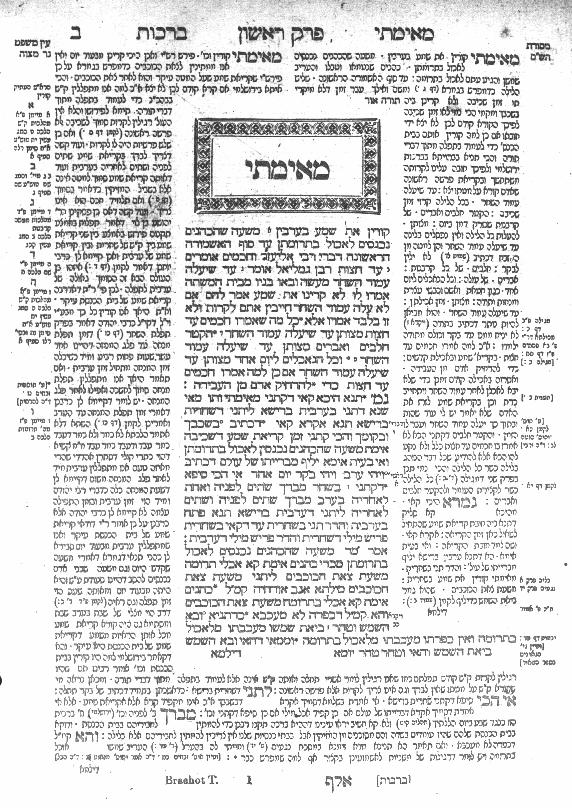
Primera página del "Tratado Berajot", el primero que se halla en el Talmud. Nótese que el texto original figura en el centro de la página, mientras que las notas e interpretaciones subsecuentes son dispuestas alrededor del mismo.

### Agadá
La Agadá es el conjunto de textos exégetas no legislativos en la literatura clásica rabínica. La Agadá (en hebreo: אַגָּדָה) se refiere a los textos exegéticos no legalistas presentes en la literatura rabínica clásica del judaísmo, particularmente registrada en el Talmud y los Midrashim. En general, la Agadá es un compendio de los textos rabínicos que incorpora el folklore, las anécdotas históricas, las exhortaciones morales y los consejos prácticos en diversas esferas que van desde los negocios hasta la medicina. La Agadá y las tradiciones rabínicas ofrecen un marco para la interpretación de la ley escrita. En este contexto, la opinión generalizada de la literatura rabínica es que la Agadá es un medio para la transmisión de las enseñanzas religiosas fundamentales. La Agadá se refiere también al conjunto de los textos y las leyendas talmúdicas que no forman parte necesariamente de la Halajá o ley judía.

### Baraita
Existían otras tradiciones tanaíticas contemporáneas a la Mishná. La Guemará frecuentemente se refiere a las mismas a fin de compararlas con el contenido de la Mishná y de esta forma apoyar o refutar las proposiciones de los Amoraim. Todas estas fuentes tanaíticas no midráshicas son conocidas como baraitot (lit. material externo, "Trabajos referidos a la Mishná"; sing. baraita, en hebreo: ברייתא).

### Guemará
En los tres siglos posteriores a la redacción de la Mishná, rabinos de la tierra de Israel y Babilonia analizaron, debatieron y discutieron ese trabajo. Estas discusiones forman la Guemará (hebreo: גמרא). La palabra Guemará significa "finalización" (del hebreo גמר: terminar, completar) o bien "aprender" (del arameo: "estudiar"). La Guemará pone foco en elucidar y elaborar las opiniones de los Tanaim. Los rabinos de la Guemará son conocidos como Amoraim (sing. Amorá, hebreo: אמורא). Una buena parte de la Guemará consiste en análisis legal. El punto de partida generalmente es una afirmación legal encontrada en la Mishná. La afirmación es entonces analizada y comparada con otras afirmaciones utilizadas como interpretaciones bíblicas, y presentadas en la forma de una discusión (frecuentemente anónima y a veces metafórica) entre dos rabinos disputantes, denominados el maskshan (cuestionador) y el tartzan (respondedor). Otra función de la Guemará es identificar la correcta base bíblica para una ley en particular presentada en la Mishná y el proceso lógico de conectar entre ambas fuentes: esta actividad es conocida como talmud mucho antes de la existencia del "Talmud" como texto.

### Hagadá
La hagadá comprende textos que no son legales, sino que tienen carácter exegético, homilético, ético, histórico y/o proverbial. En lo referente a la cuestión temática el Talmud se divide en Halajá (textos de carácter legal) y Hagadá (parábolas e historias). La tradición oral fue conocida a través de escritos atribuidos a Moisés y a otros tantos autores, esta ha sido volcada en el Talmud, que debido a ello constituye un texto fundamental para la comprensión y el estudio del judaísmo rabínico.

### Halajá
El Talmud es un documento que abarca muchos temas. Tradicionalmente, sus contenidos son clasificados en dos grandes categorías: halajá y hagadá. La halajá está directamente relacionada con la práctica de la ley judía.

### Midrash
Dado que ordena sus leyes por asunto y no según su contexto bíblico, la Mishná presenta cada tema con mayor profundidad y orden que el Midrash, e incluye una mayor selección de temas halájicos. Por esto, la organización temática de la Mishná se convirtió en el marco organizativo del Talmud completo. Pero no todos los tratados de la Mishná tienen su correspondiente tratado en el Talmud. Además, el orden de los tratados del Talmud difiere a veces del orden de los mismos en la Mishná.

### Mishná
La Mishná es una compilación de opiniones legales y debates. Las declaraciones de la Mishná son típicamente lacónicas, registrando breves opiniones del debate de los rabinos sobre un tema, o registrando sólo una resolución no atribuida que, al parecer, representa una opinión de consenso. Los rabinos mencionados en la Mishná se conocen como Tanaim.

### Tosefta
Las baraitot citadas en la Guemará son generalmente citas de la Tosefta (un compendio halájico tanaítico paralelo a la Mishná) y los Midrash Halajá (específicamente Mejiltá, Sifrá y Sifré). Algunas baraitot, sin embargo, son conocidas solamente por tradiciones citadas en la Guemará, y no son parte de ninguna otra colección.

### Tratados menores
Además de los Seis Órdenes (siguiendo la estructura de la Mishná), el Talmud contiene una serie de tratados posteriores, usualmente impresos al final del Orden de Nezikín (daños). Estos no están divididos en Mishná y Guemará.

## Historia

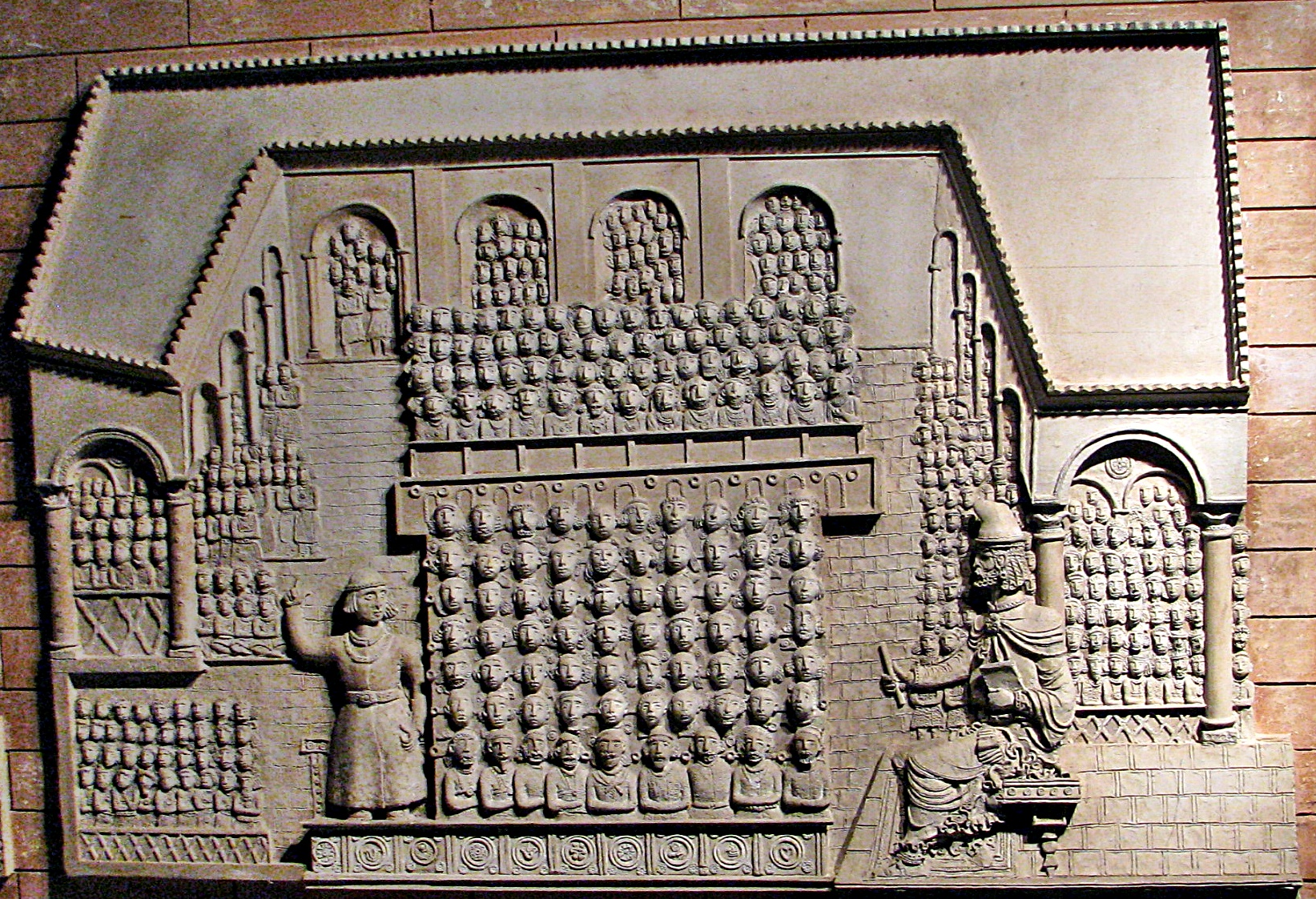
Relieve que representa al rabino Ashi enseñando en la Academia Talmúdica de Sura, Babilonia, siglo IV después de Cristo.Beth Hatefutsoth, Tel Aviv.

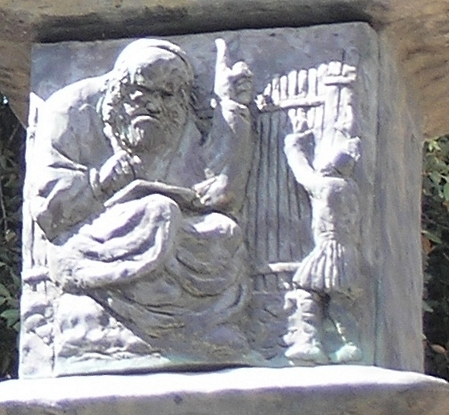
Maestro talmúdico. Relieve en la Menorá de la Kneset, Jerusalén. Ejemplo de arte judío escultórico. Obra realizada por Benno Elkan en 1956.

Originalmente, la ley oral era transmitida de una generación a la siguiente de modo oral, sin que se tuviera ninguna versión escrita dirigida al público, aunque los sabios tenían apuntes privados. Después de la destrucción del templo de Jerusalén y el declive económico y político de la comunidad judía en Israel la continuidad de la transmisión oral estaba en peligro, por lo que Rabí Yehuda, el Príncipe, hizo la redacción escrita de la Mishná alrededor del año 200 de nuestra era. Varias academias rabínicas, tanto en Israel como en Babilonia, estaban dedicadas al estudio y discusión de la Mishná. Estas discusiones al ser recopiladas de forma escrita forman la Guemará. Existen dos ediciones de la Guemará: la de Jerusalén que se terminó de redactar de forma escrita alrededor del año 400, y la de Babilonia, cuya recopilación final se llevó a cabo por Ravina y Rav Ashi, dos sabios del siglo V.

## Comentarios
A partir de la redacción del Talmud se han escrito literalmente cientos de comentarios que explican los textos y también continúan las discusiones que se encuentran en ellos. Los primeros comentarios fueron escritos por los Gueonim, rabinos de los primeros siglos posteriores a la redacción del Talmud. En algunas ocasiones hicieron enmiendas al texto de la Guemará que se incluyen en las ediciones modernas. 
En la Edad Media aparecen los comentaristas denominados Rishonim (en hebreo, los primeros) entre los cuales figuran sabios de España, Francia, Italia y Alemania. Quizá el más conocido de ellos fue el rabino Shlomo Itzjaki (Rashi), originario de Troyes, Francia, cuyos comentarios cortos son casi indispensables para entender el texto talmúdico y que figuran en los márgenes de todas las ediciones modernas del Talmud.
Tosafot (en hebreo: בעלי התוספות) es un nombre por el cual se conoce a varios comentaristas medievales del Talmud. Sus comentarios aparecen en la mayoría de las ediciones de dicha obra, en el margen opuesto a los comentarios de Rashi. En los márgenes de todas las ediciones se encuentran los comentarios denominados Tosafot escritos por los alumnos de Rashi y que consisten frecuentemente en discusiones paralelas a las de la Guemará. 
Entre los más famosos talmudistas medievales españoles figuran Abraham ibn Daud (Rabad I), Moshé ben Maimón (Maimónides), originario de Córdoba, el rabino Shlomo ben Adret (Rashba), el rabino Moisés ben Najmán, conocido también como Najmánides, el rabino Joseph ibn Migash, el rabino Isaac Alfasi, que contribuyó al establecimiento de la supremacía del Talmud de Babilonia sobre el Talmud de Jerusalén (vigente hasta la actualidad), y el rabino Jonah ben Abraham de la ciudad de Gerona. A los talmudistas postmedievales se les denomina Ajaronim (en hebreo, los últimos) y frecuentemente sus obras consisten en metacomentarios de obras medievales.

## Ediciones impresas
La primera edición impresa del Talmud fue llevada a cabo por Daniel Bomberg en Venecia en 1520-23. En 1728 se publicó en Praga una edición reescrita y expurgada de todos los comentarios hostiles al cristianismo, a cargo del rabino Jonathan Eibeschütz y del jesuita Franciscus Haselbauer, que fue muy controvertida. Otra edición importante fue la de Slavita a principios del siglo XIX.  
La edición más famosa, y que aún hoy día es usada casi universalmente, es la de la viuda y hermanos Romm de Vilna (en la actual Lituania), que data de finales del siglo XIX y se conoce como el Vilno Shas que incluía, además, muchos comentarios que no habían sido publicados hasta entonces. Una edición más reciente es la del rabino Adin Steinsaltz, que incluye una traducción al hebreo moderno y notas eruditas. 
El Talmud se ha traducido en su totalidad a varios idiomas pero todavía no existe una versión completa en español. La primera traducción del Talmud al castellano consistió en fragmentos incluidos en la antología Bellezas del Talmud de 1919. Su autor, Rafael Cansinos Assens, se basó en ediciones francesas e inglesas, a las que tradujo de manera libre y abreviada, con el fin de promocionar el Talmud y difundirlo en el mundo cultural español.
La primera edición completa del Talmud en español está siendo desarrollada por la editorial Tashema. La misma incluye la traducción y explicación de la Mishná y la Guemará junto a los comentarios de Rashi y Tosafot. El primer tomo se publicó en 2012; para 2023 se encuentran publicados 19 tomos.

## Revelación del Talmud. Críticas interreligiosas
Entre los miembros de la religión judía siempre ha habido controversias sobre la revelación del Talmud, lo que ha facilitado el surgimiento del Judaísmo reformista y sus ramificaciones, así como la gran mayoría de los cismas resultantes, precisamente entre los diferentes grupos israelitas. Si bien la religión judía se ha mantenido estable en la fe en todos los grupos, el origen de la revelación divina sigue siendo un tema de discusión que se ha extendido más allá del contexto judío.

כי לו תשכח מפי זרעו - Porque si se olvida de su descendencia…

La tradición más rigurosa afirma que toda la Torá, y por lo tanto también el Talmud, fue revelada por Dios a Moisés, y esto se verifica en el propio Talmud, con la colección de los Pirkei Avot. Muchos escépticos dudan que Moisés pudiera haber incluido todo el conocimiento de la Torá, pues no creen que un solo hombre pudiera haber comprendido lo escrito hasta ahora por los judíos más sabios, a saber, los Jajamim y los profetas judíos. Este es el nudo que hay que desatar: el Pentateuco informa que el número de miembros del pueblo judío correspondía a 600.000 individuos en el momento del éxodo de Egipto antes de la revelación de la Torá en el Monte Sinaí y esto se corresponde con las propias letras de la Torá, un hecho que constituye precisamente la raíz misma de Israel. Dada esta situación, se podría suponer que, por ejemplo, el linaje de los Rabinos citados en el Talmud podría ser mucho mayor hasta el siglo XXI además del de los profetas judíos y los otros, precisamente los Rabinos sobre los cuales está escrito en las discusiones del Talmud.

## Rabinos y talmudistas en la pintura de Schleicher
Carl Schleicher [esp. Shléijer] fue un pintor austríaco decimonónico, que vivió entre 1825 y 1903. Desarrolló obra plástica en estilo costumbrista, generalmente en Viena y hacia 1860-1870. Parte de su trabajo está íntimamente relacionado con o incluso pertenece al arte asquenazí. El intercambio de ideas e interpretaciones entre los rabinos talmudistas fue un tema al que le dedicó una considerable cantidad de cuadros al óleo. Cargadas de material anecdótico, tales pinturas constituyen un valioso registro de los usos y costumbres de los judíos asquenazíes en Europa, cuya cultura y acervo son conocidos como el Yiddishkayt.

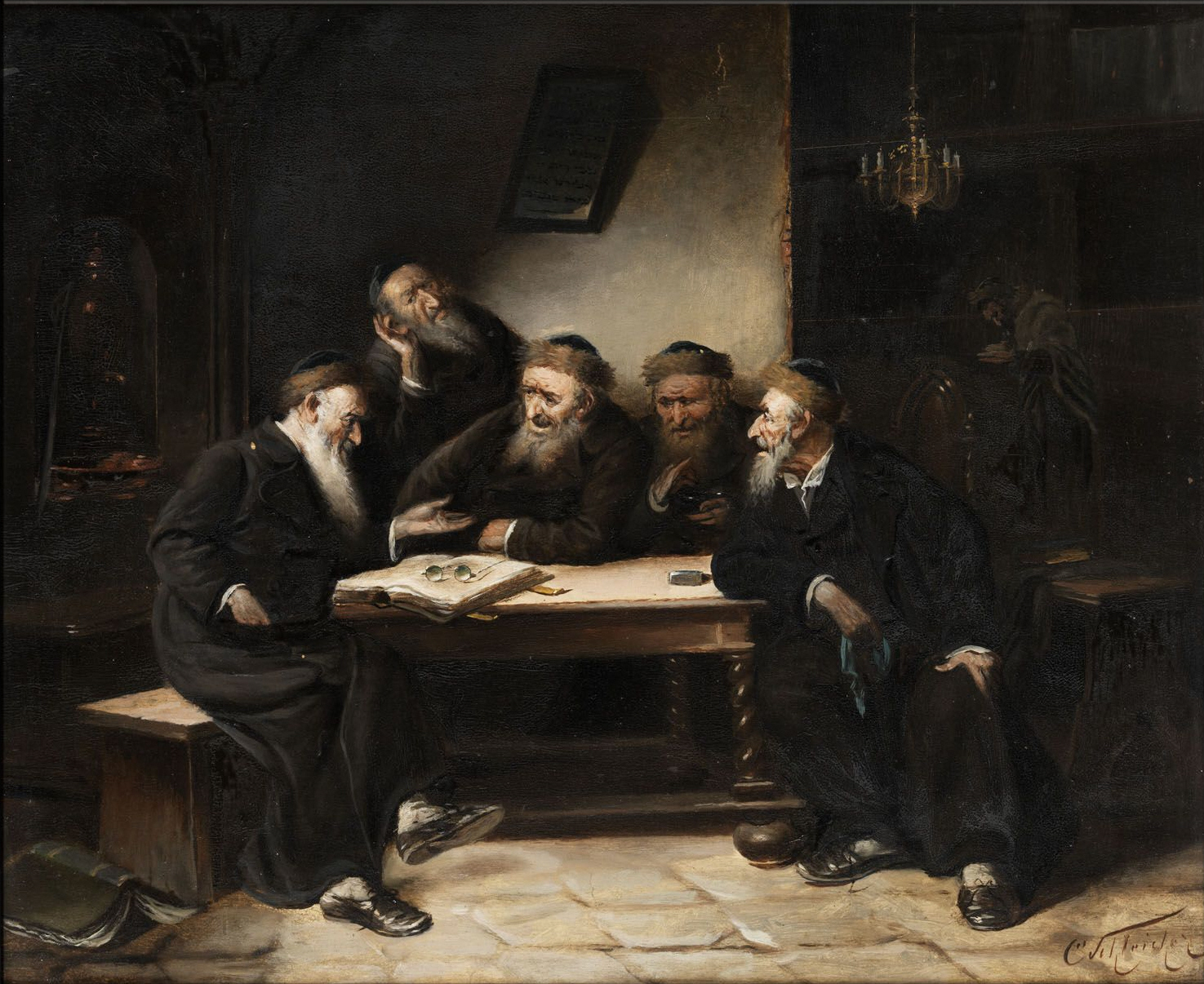
Escena judía II es una pintura que muestra a los talmudistas conversando acerca del sentido de un pasaje talmúdico.
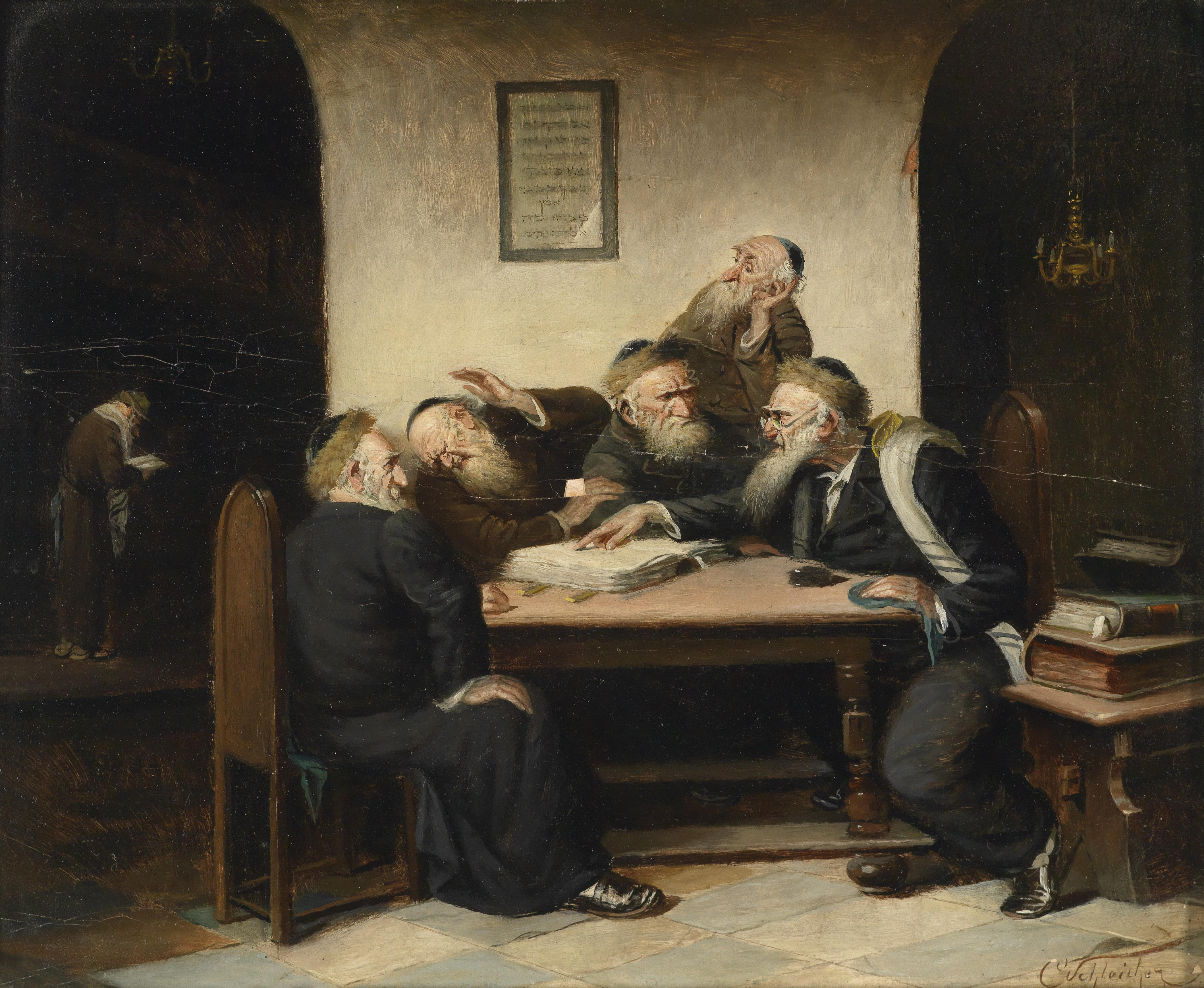
Trágicomico es el efecto que produce Una controversia cualquiera a partir del Talmud, donde Schleicher ha retratado las diferentes actitudes de los talmudistas: convicción y asertividad, oposición y rechazo, atención y asombro.
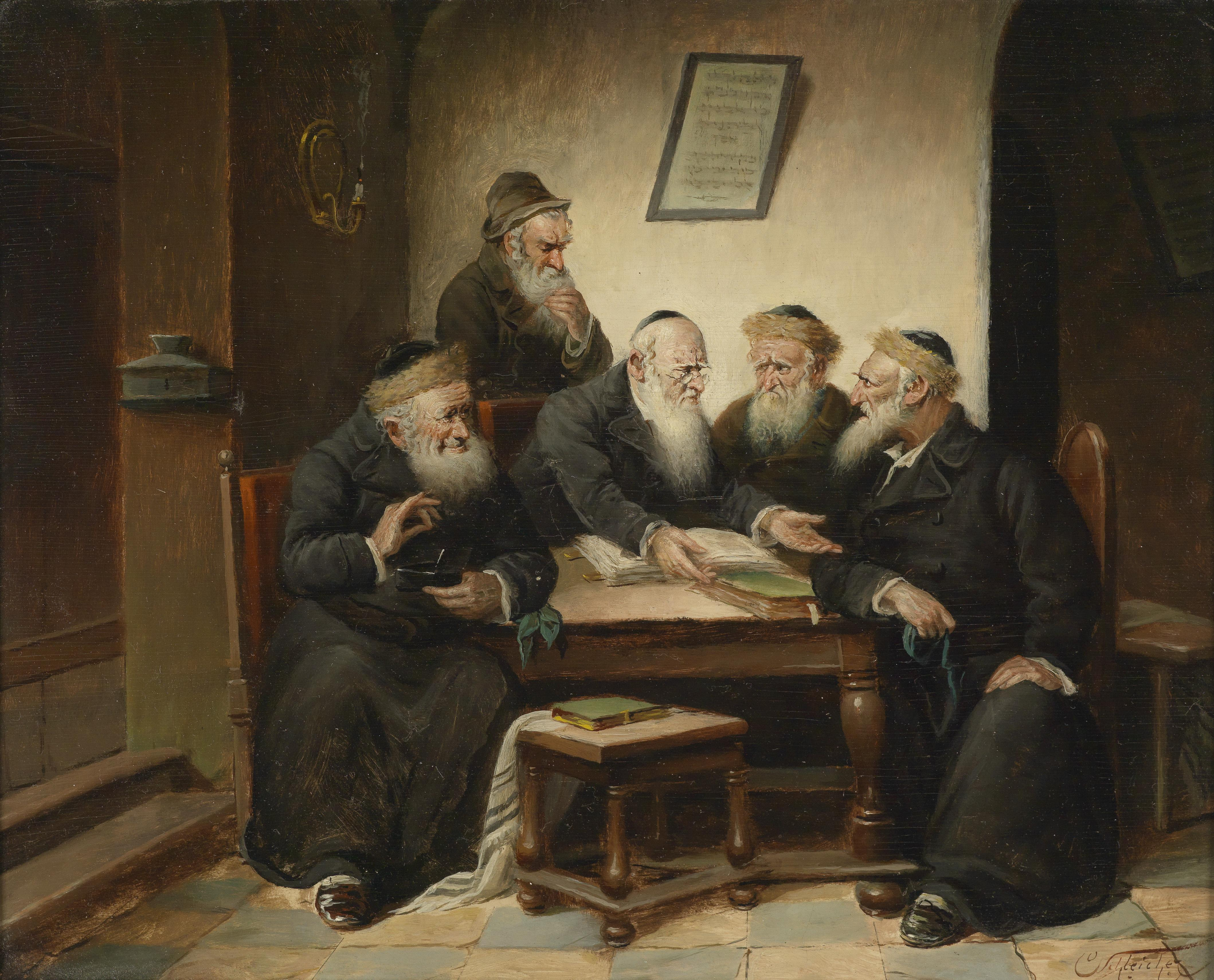
En lo del rabino es una obra que trata la seria explicación dada por un líder asquenazí acerca del Talmud.
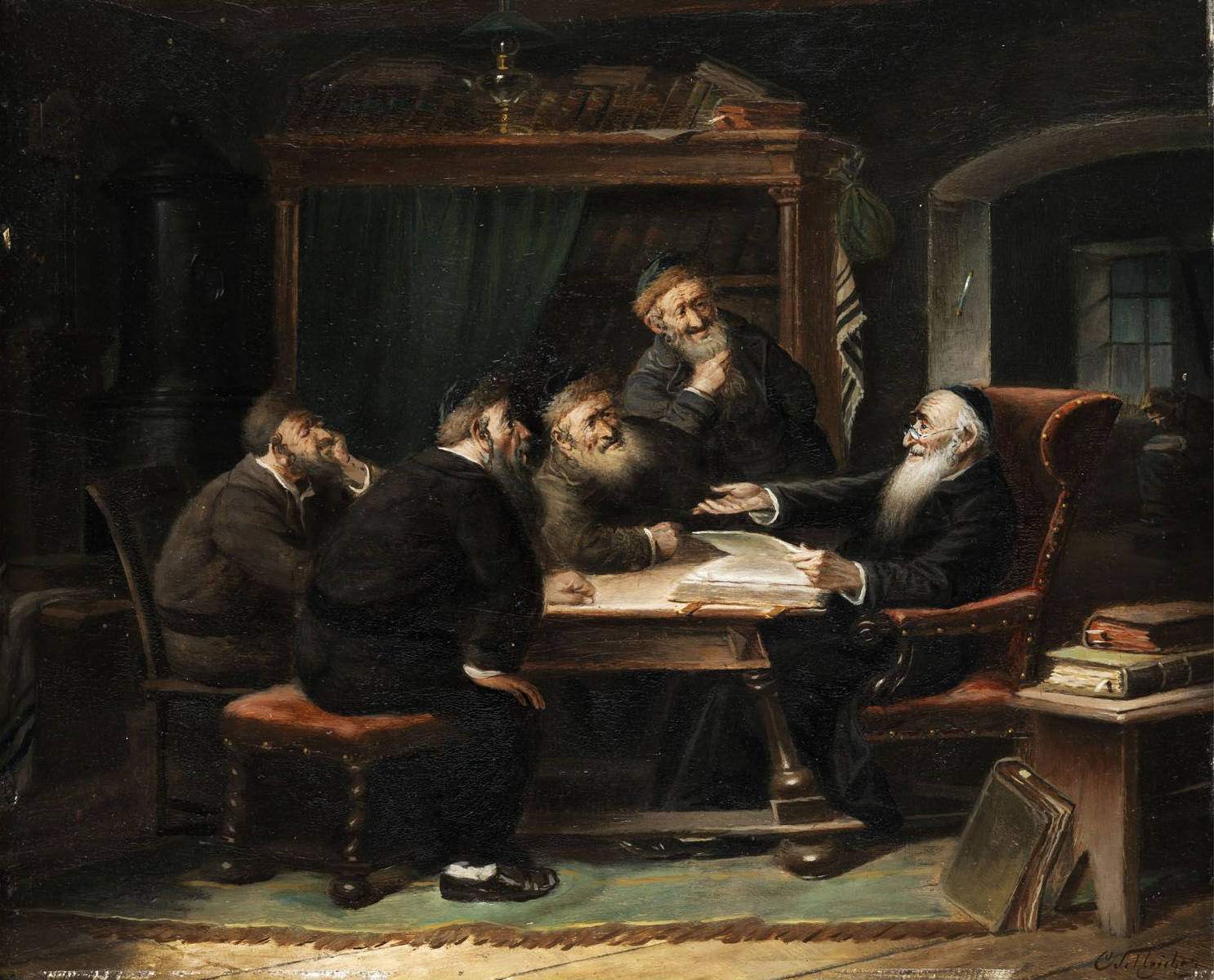
En Escena judía I, Schleicher presenta un anciano rabino dando su interpretación de determinado asunto a través de una hagadá proveniente del Talmud.

## El Talmud y su estudio en el arte judío
En el arte judío el tema en cuestión se manifiesta en la pintura al óleo, el dibujo, el grabado y la escultura.

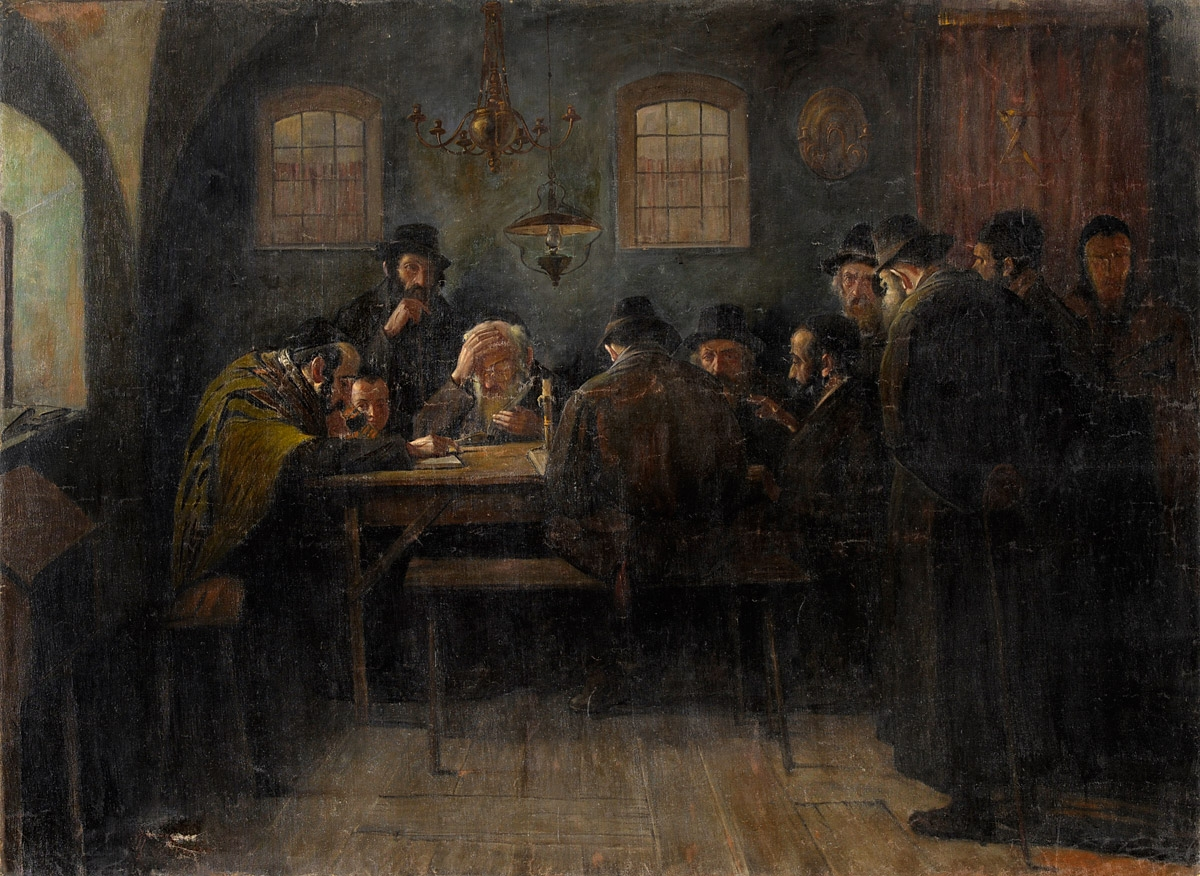
Estudiando el Talmud, París, c. 1880-1905.
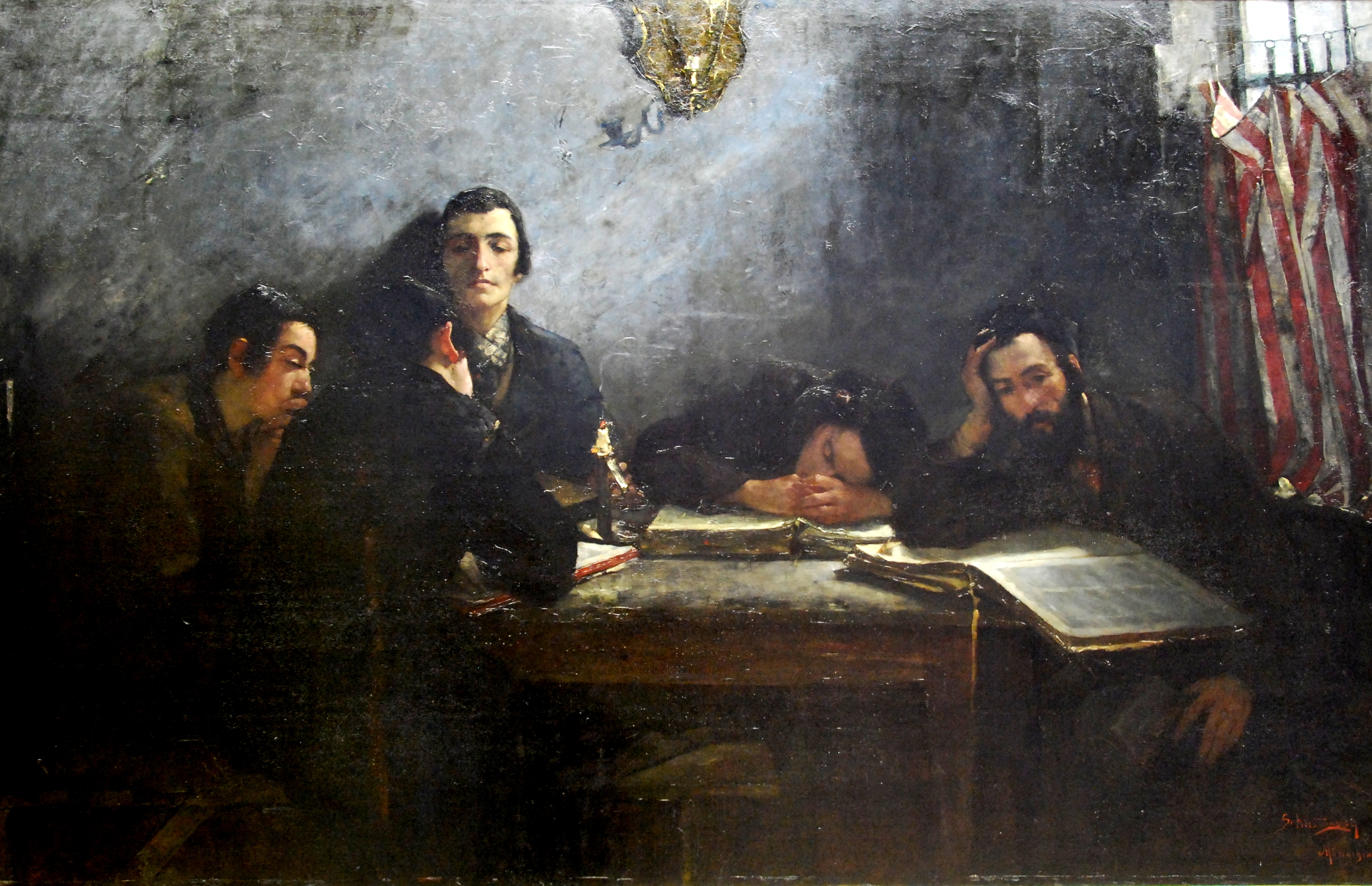
Samuel Hirszenberg, Escuela talmúdica, c. 1895-1908. Yeshivá es el término hebreo empleado para referirse a la escuela talmúdica.
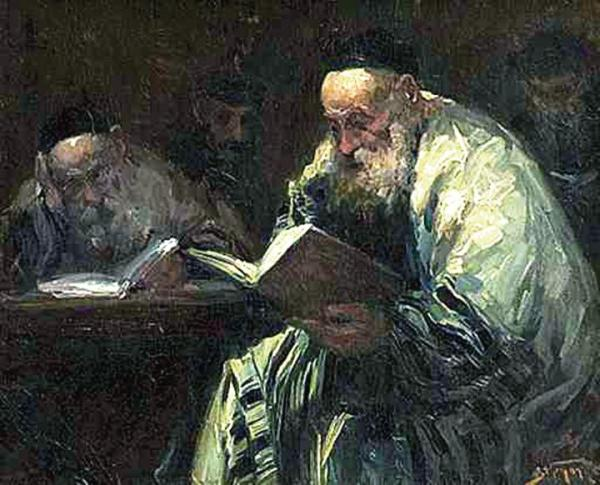
Adolf Behrman, Talmudistas, c. 1910-1915.
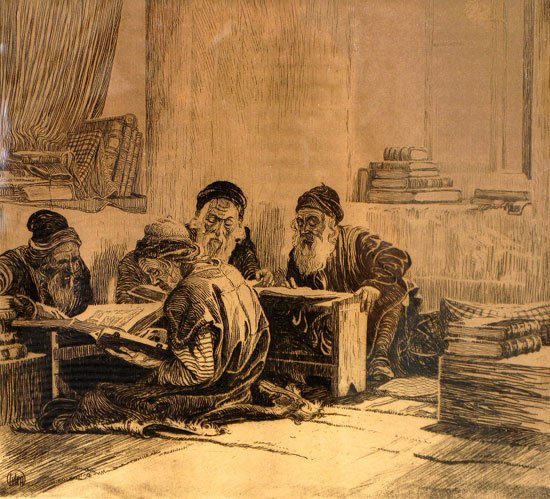
Ephraim Moses Lilien, Los estudiantes del Talmud, grabado, 1915.
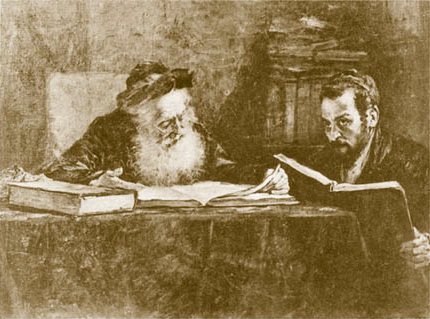
Maurycy Trębacz, La disputa, c. 1920-1940.
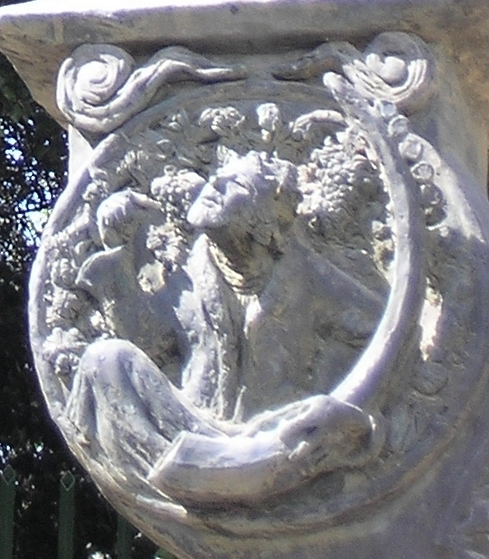
Hagadot de Salomón, relieve de bronce en la Menorá de la Kneset, por Benno Elkan, 1956.
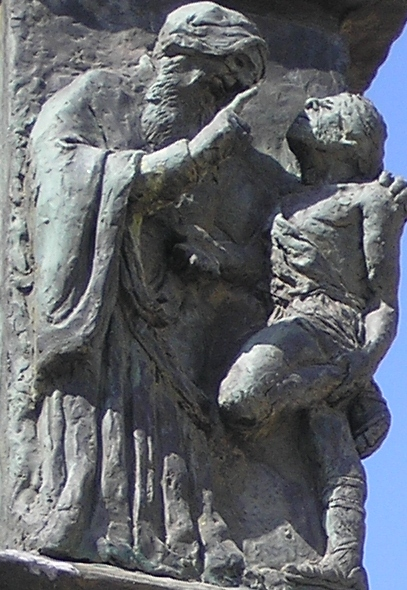
La enseñanza de Hilel.[25] Relieve, Menorá de la Kneset
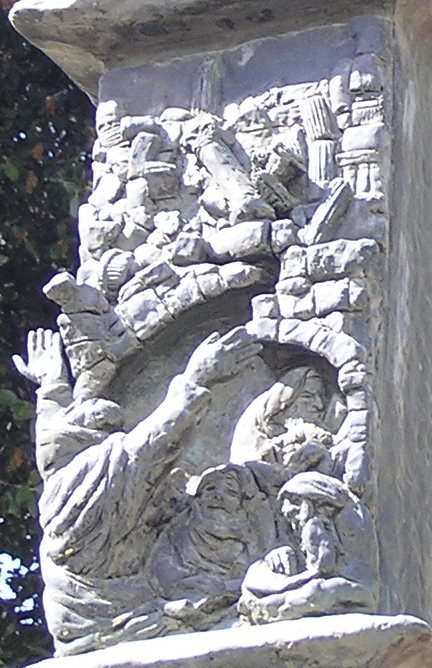
Misticismo hebreo: Johanan ben Zakai. Relieve, Menorá de la Kneset.